# Халдуммулла (підрозділ окружного секретаріату)
Підрозділ окружного секретаріату Халдуммулла — підрозділ окружного секретаріату округу Бадулла, провінції Ува, Шрі-Ланка. Складається з 39 Грама Ніладхарі.